# Hakon Brunius
Hakon Birger Waldemar Brunius, född 7 januari 1842 i Lidköping, död 1 juni 1902 i Göteborg, var en svensk ingenjör, bruksdisponent och uppfinnare.
Efter utbildning och vidare flyttar under ungdomen flyttade till slut Brunius till Jönköping under mitten på 1800-talet och öppnade där en uppfinnarverkstad. Där bodde redan hans äldre bror Hjalmar som bland annat bedrev tillverkning av tändstickor och handel med olika typer av maskiner.
Hakon Brunius var uppfinnare och tillbringade mycket tid med experiment med elektricitet och telefoni. 1877 lyckades han framställa en fungerande telefon genom bilder han sett i tidningen föreställande Bells första telefon. I början av karriären var han bland annat anställd av Kongliga Telegrafverket och SJ. Hakon Brunius utvecklade även ett system som förhindrade att tåg kunde sammanstöta.[källa behövs]
Hakon Brunius var son till kapten Gomer Brunius och sonsons son till prästen Gomer Brunius. Han var farfar till Gomer T. Brunius.